# Lara Stone
Lara Stone (Geldrop, 20 de diciembre de 1983) es una modelo neerlandesa.

## Primeros años
Stone nació en la pequeña ciudad holandesa de Geldrop (actualmente parte de la municipalidad de Geldrop-Mierlo), hija de madre holandesa, Kathryna, y padre inglés, Michael Stone.
Lara Stone fue descubierta en el metro de París a la edad de 12 años. En 1999, con 15 años, participó en el concurso de la agencia Elite Model y aunque no venció, la agencia acabó por contratarla. Después unos años de trabajo en el mundo de la moda firmó, en 2006, un contrato con IMG Models.

## Carrera
Stone hizo varios desfiles, incluyendo marcas como Louis Vuitton, Chanel, Lanvin, Miu Miu, Fendi, MaxMara, Pollini, Prada, Anna Sui, Marc Jacobs, Michael Kors, Stella McCartney, Zac Posen, Balmain, Celine, Hermés, Jean Paul Gaultier, Dolce & Gabbana, Givenchy, Karl Lagerfeld, Missoni, Emanuel Ungaro y Victoria's Secret. Stone hizo la apertura en los desfiles de Giles Deacon, Isabel Marant, Christopher Kane, Fendi y MaxMara, y el cierre en los de Diesel, Stella McCartney y Balmain. Es modelo semiexclusiva de Prada.
Las campañas publicitarias que ha protagonizado incluyen marcas como Calvin Klein, H&M, Jean Paul Gaultier, DKNY, Nicole Farhi, Belstaff, Hugo Boss, Revlon, Just Cavalli, Max Mara, La Perla, Sisley, Jil Sander y Givenchy. Apareció en portadas de revistas como Vogue, Elle, The Journal, V, i-D y W junto con Kate Moss y Daria Werbowy.
Stone fue fotografiada con Malgosia Bella, Daria Werbowy, Randal Moore, Mariacarla Boscono, Emanuela de Paula y Isabeli Fontana para el Calendario Pirelli de 2009. En agosto de 2009, apareció en la revista W bajo el título «Rostro del momento».
Según la revista Forbes, Stone fue en 2010 la 7.ª modelo mejor pagada del mundo, con unos ingresos anuales estimados en 4,5 millones de dólares.

## Vida personal
El 16 de mayo de 2010 se casó con David Walliams. El 6 de mayo de 2013, Stone dio a luz al único hijo de la pareja, Alfred. Se divorciaron en 2015.

## Filmografía
| Año  | Título                         | Personaje  | Director                    | Notas                                |
| ---- | ------------------------------ | ---------- | --------------------------- | ------------------------------------ |
| 2016 | En moi (En mí)                 | la mujer   | Laetitia Casta              | Cannes 2016: la Semana de la Crítica |
| 2016 | Absolutely Fabulous: The Movie | ella misma | Mandie Fletcher (en inglés) | aparición breve                      |